# Basāvana
Basāvana, anche traslitterato Basāwan (1540 circa – 1600 circa), è stato un pittore indiano, appartenente alla scuola Mughal, noto per le sue acute osservazioni della natura umana; fu attivo tra il 1580 e il 1600.

## Biografia
Poche e frammentarie sono le notizie sulla sua vita, e tra le poche certezze vi sono la sua nascita indù e la rinomata attività artistica di suo figlio, Manohar, noto come pittore ritrattista e studioso di animali.
Si formò, presumibilmente, presso la grande scuola dei maestri persiani invitati in India dall'imperatore Humayum (1530-1556) per insegnare arte ad allievi di varia etnia e religione.
Quindi dedicò quarant'anni della sua vita alla collaborazione con la scuola pittorica e artistica fondata da Humayum e ampliata dal successore Akbar (1542-1605).
Basawan fu inserito nell'elenco dei pittori di corte da Abū al-Faḍl'Allāmī, storiografo di Akbar, che espresse un giudizio entusiasta sull'operato dell'artista: «Nel disegnare e dipingere... non ha rivali nel mondo».

## Opere
A Basawan sono attribuite oltre cento opere, la maggior parte delle quali sono illustrazioni di manoscritti oppure fogli di album singoli.
Nei suoi dipinti Basawan si dimostrò un profondo osservatore della natura ed un attento conoscitore delle regole prospettiche della pittura europea.
Nei suoi disegni evidenziò un sorprendente verismo ritrattistico oltre ad un senso dell'umorismo, e si caratterizzò
per la profondità e la brillantezza dei suoi colori.
Eseguì anche un buon numero di ritratti frontali, diversamente dai suoi colleghi contemporanei.
Tra le sue opere più significative si annoverano le illustrazioni di vari poemi: Razmnama, Akbar-nama, Darab-nama, Bahararistan of Jami, Timur-nama.

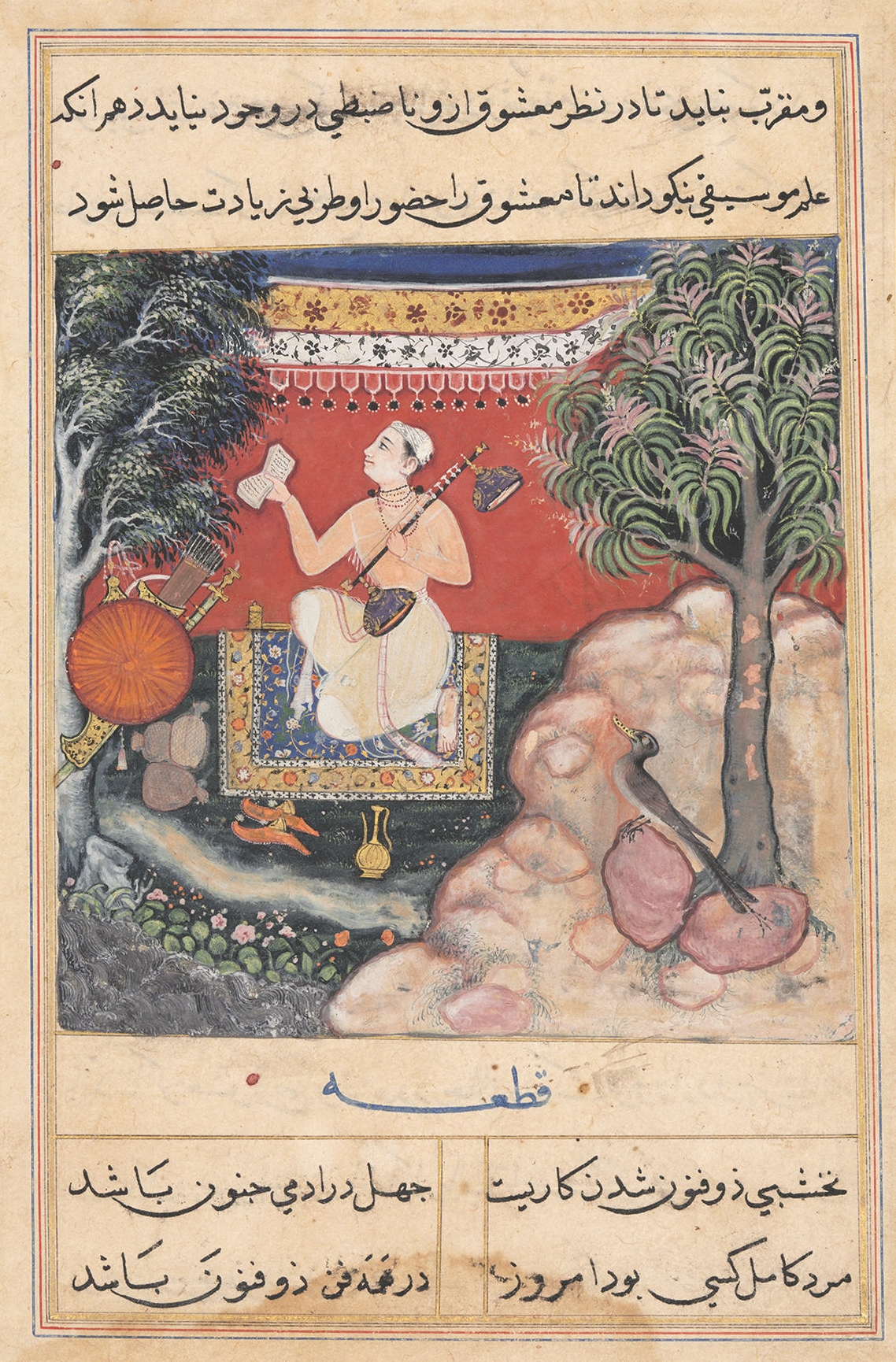
L'origine della musica, pagina di un manoscritto di Touti-Nameh, 1560-1565, Cleveland Museum of Art.
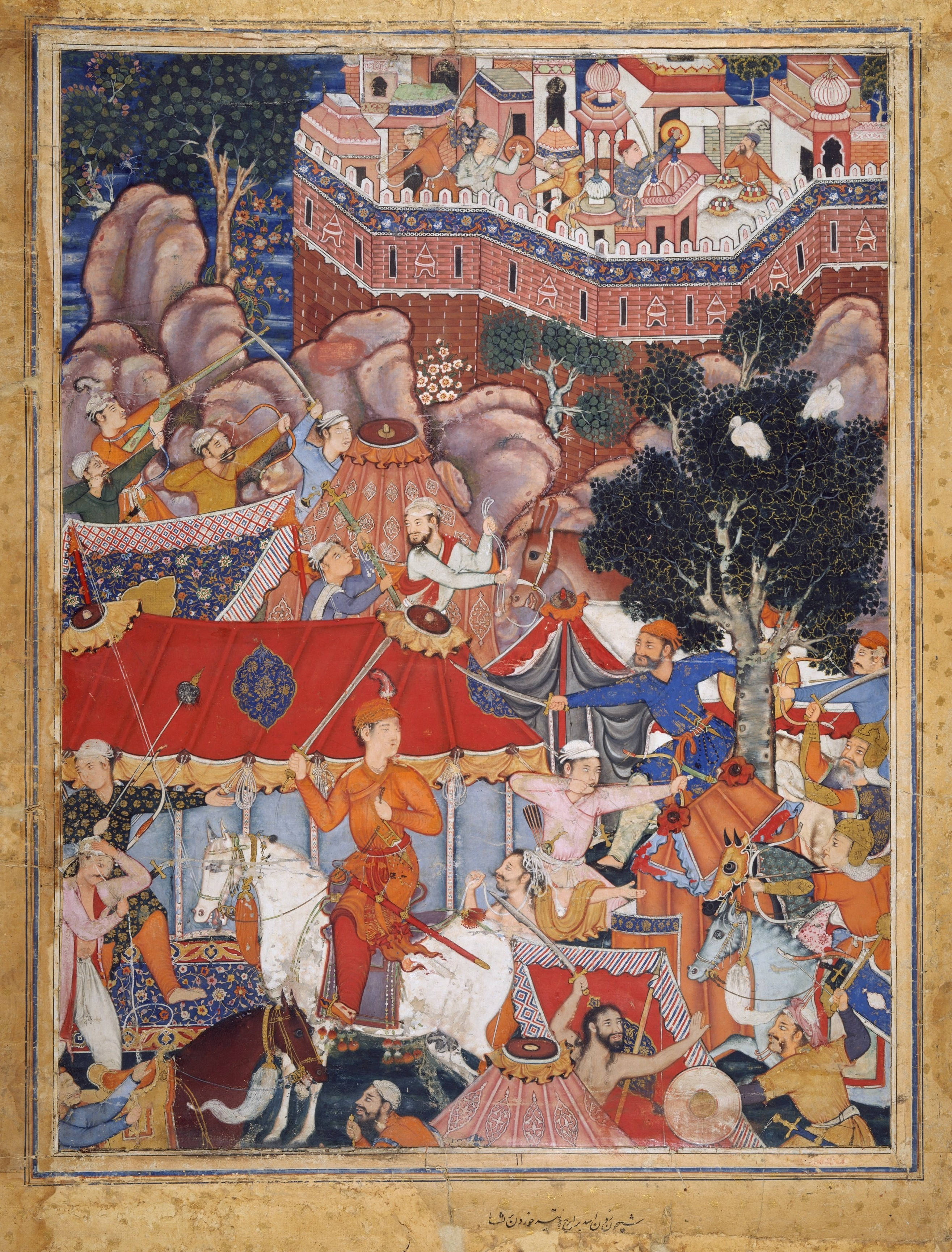
Assad Ibn Kariba lancia un attacco notturno al campo di Malik Iraj, tratto da Hamzanama, 1564-1569, Metropolitan Museum of Art.
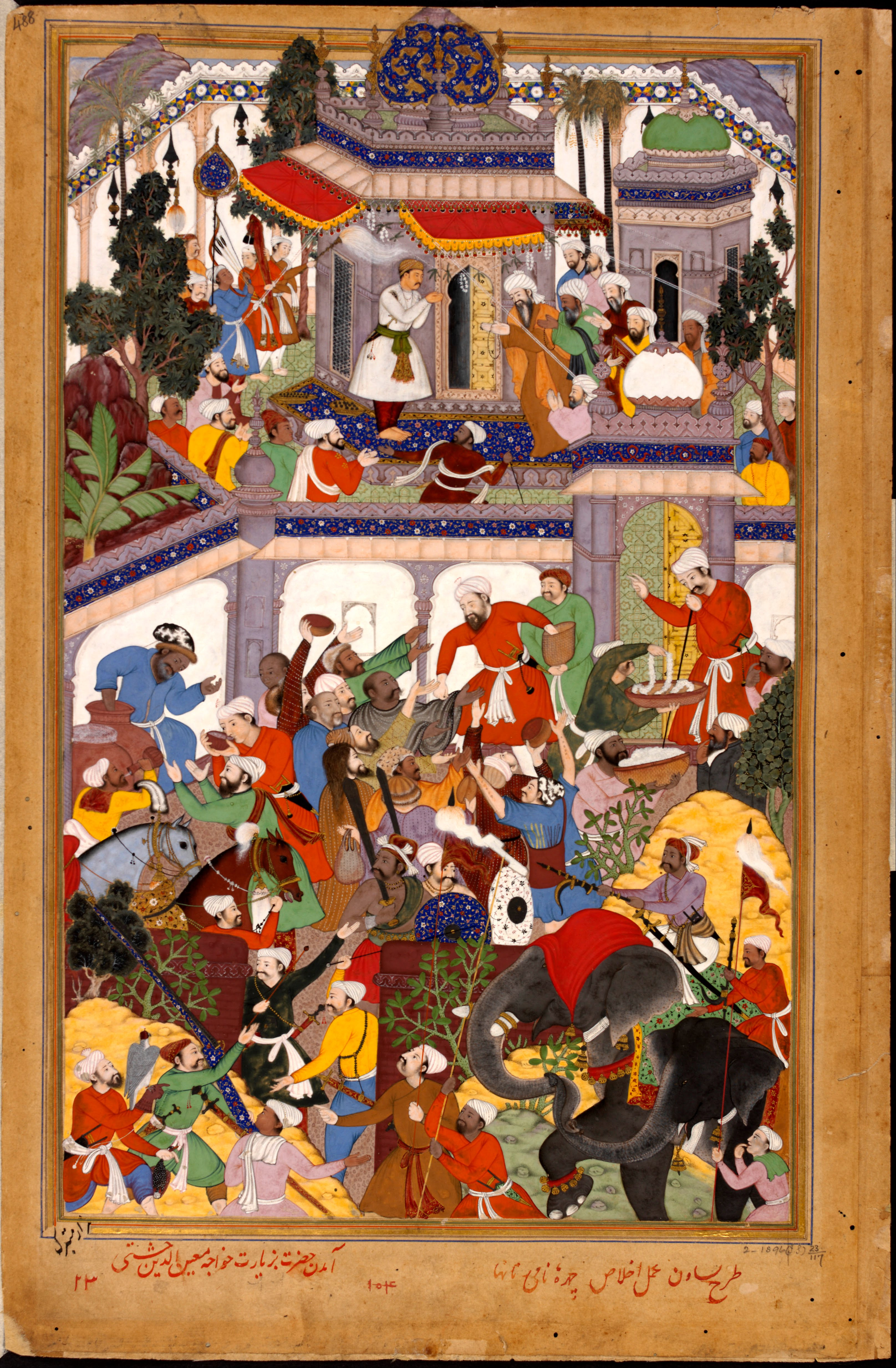
Akbar visita la tomba di Khwajah Mu'in ad-Din Chisti à Ajmer .
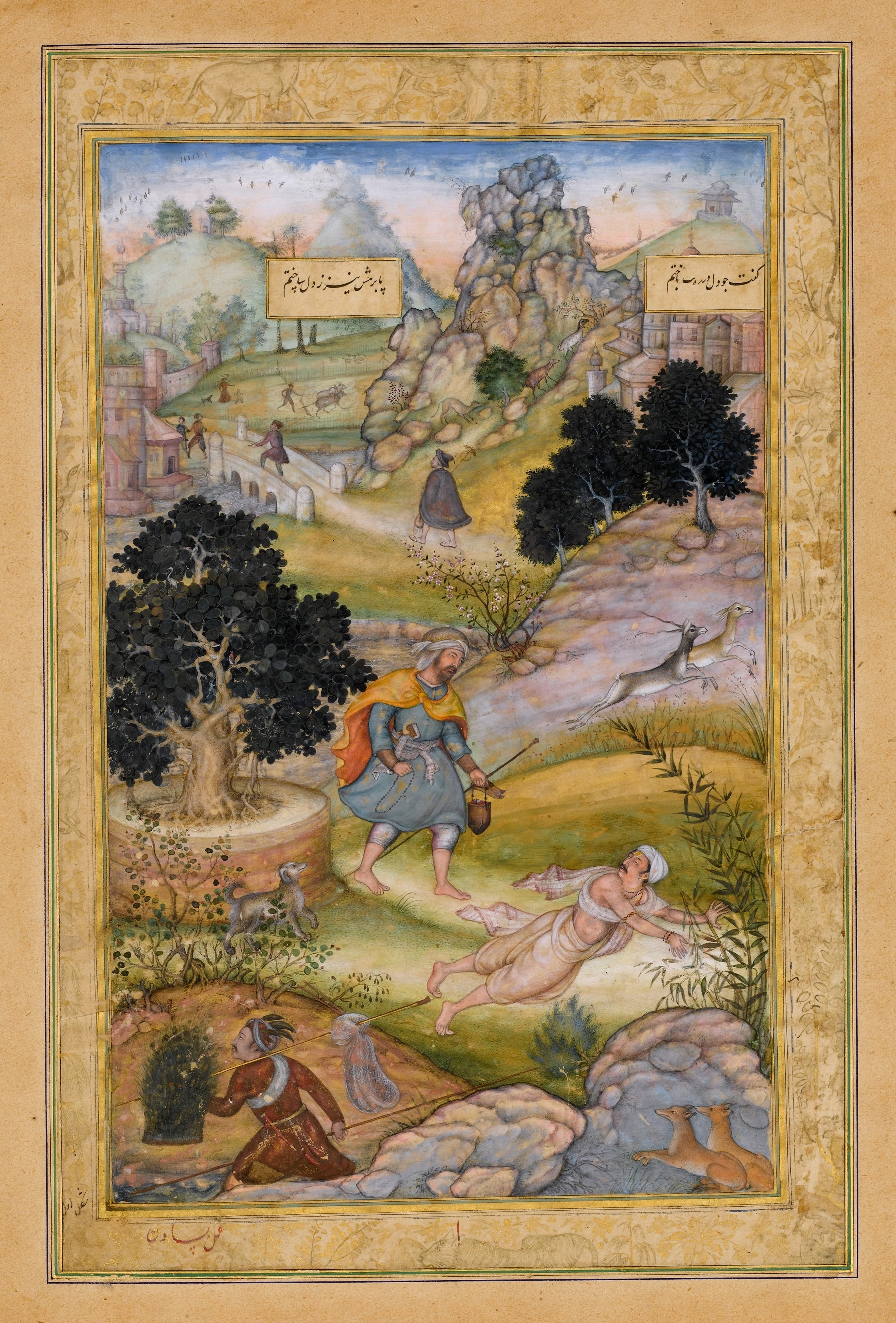
Un pellegrino musulmano apprende una lezione di pietà da un bramino, illustrazione tratta da Khamsah di Amir Kushro, Dihlavi, 1597-1598, Metropolitan Museum of Art.
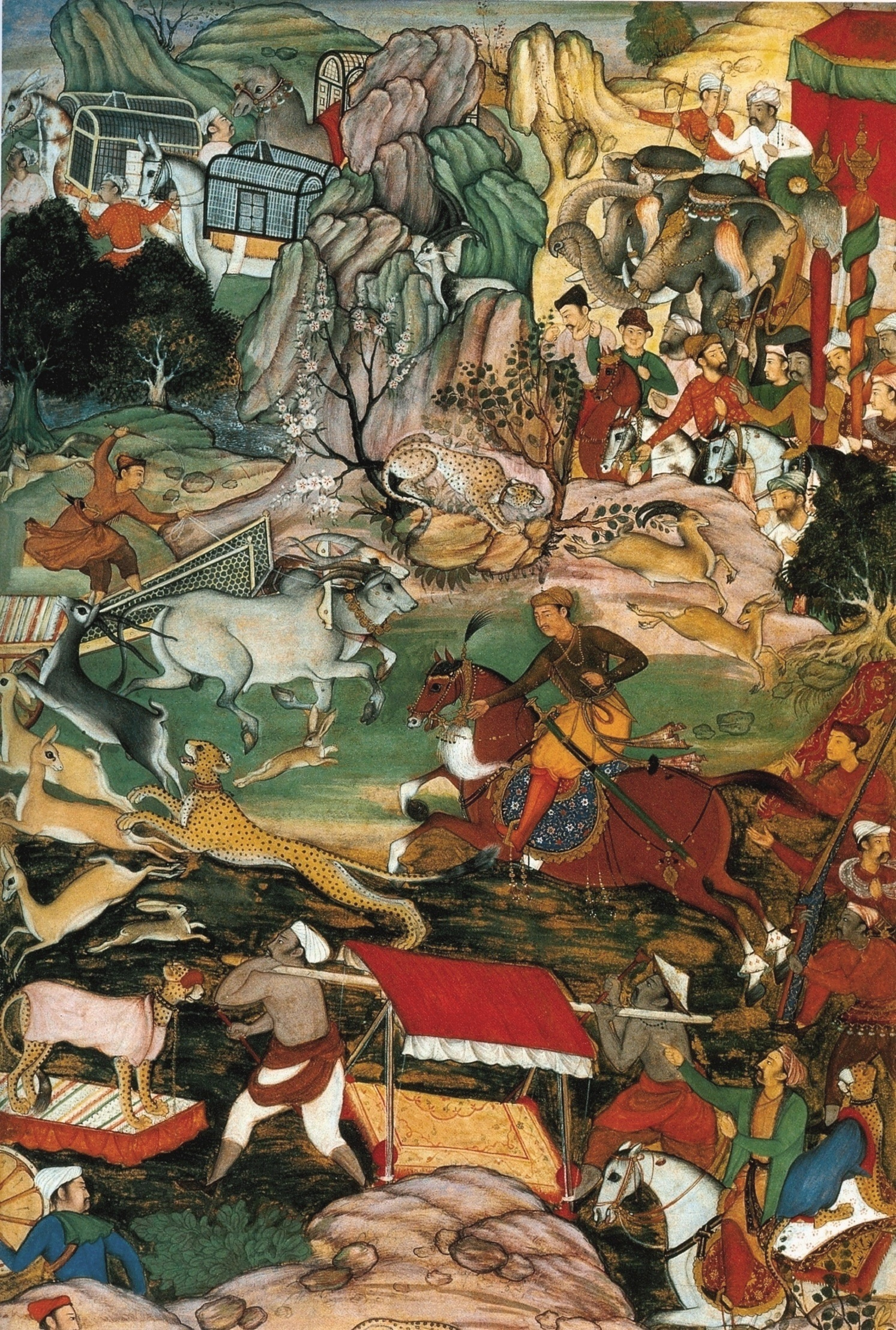
Akbar caccia nel quartiere di Agra, Akbarnama, 1590-1595, Victoria and Albert Museum.
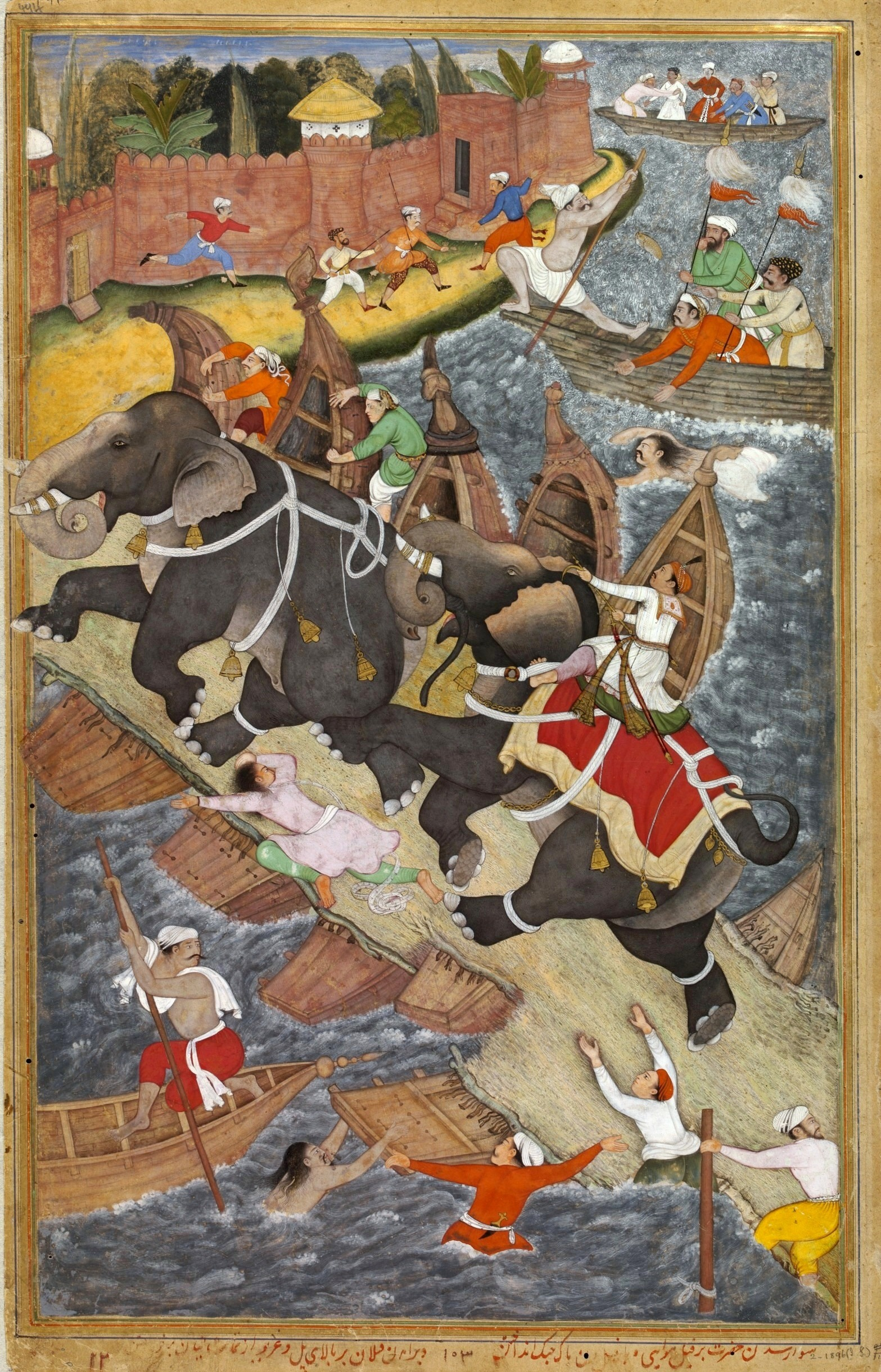
Akbar doma Hawai, l'elefante pazzo. Composizione di Basawan, colori di Chitra (parte sinistra), Akbarnama, c. 1590, Victoria and Albert Museum.
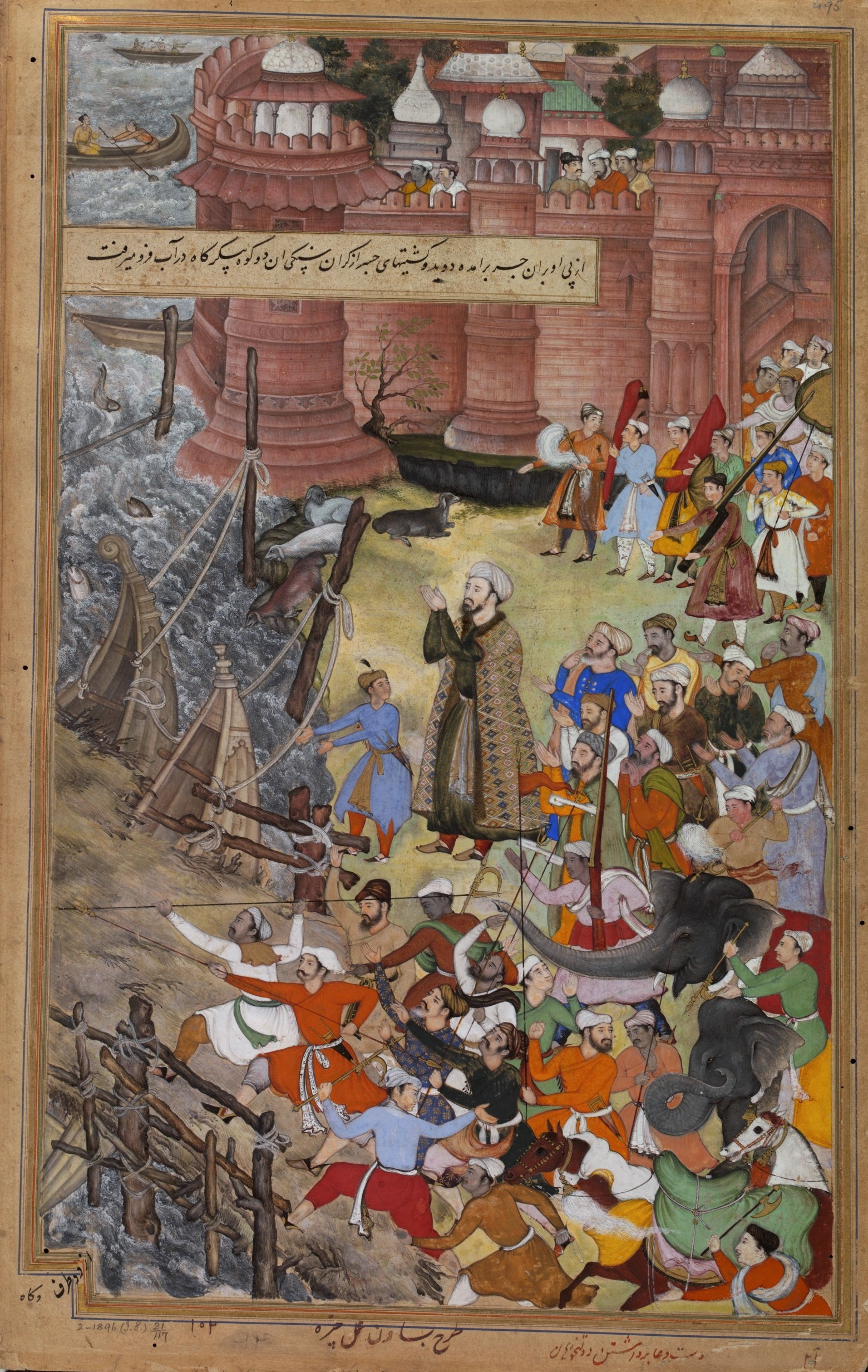
Akbar doma Hawai, l'elefante pazzo. Composizione di Basawan, colori di Chitra (parte destra), Akbarnama, c. 1590, Victoria and Albert Museum.
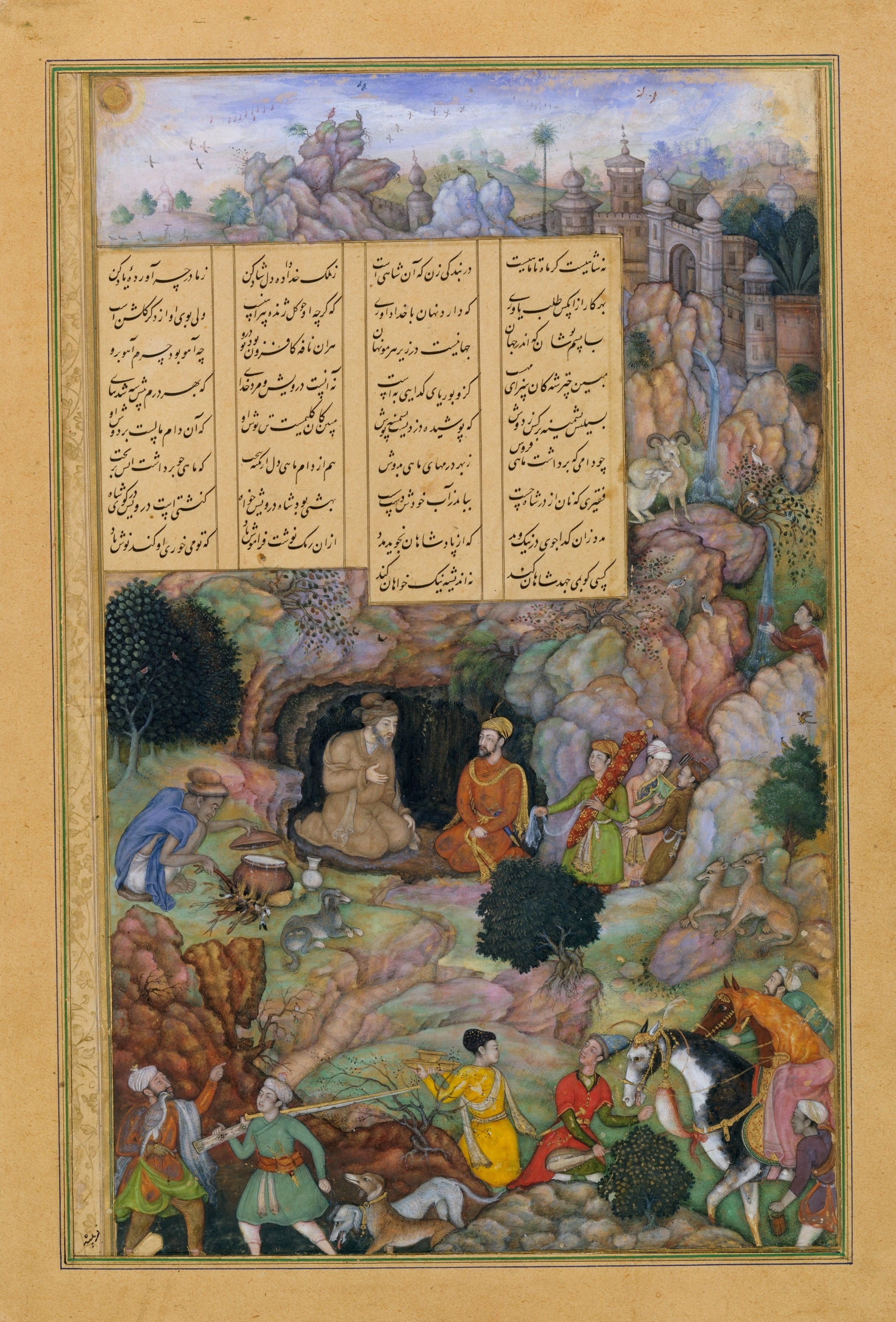
Alessandro visita il saggio Platone nella sua caverna, illustrazione di un  Khamsa  di Amir Khusro Dihlavi, 1597-1598, Metropolitan Museum of Art.
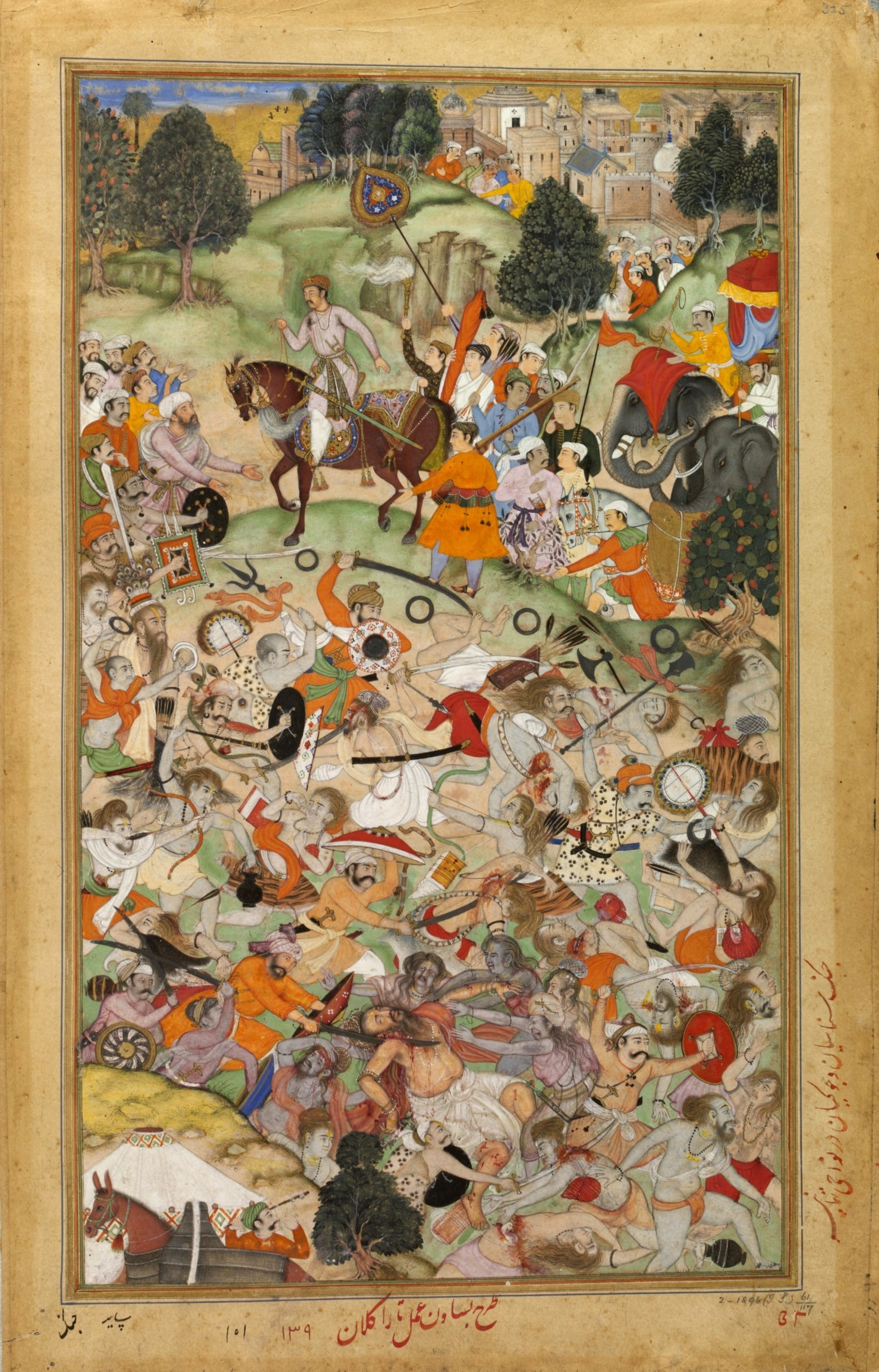
Battaglia di asceti rivali, Akbarnama, c. 1590, Victoria and Albert museum.
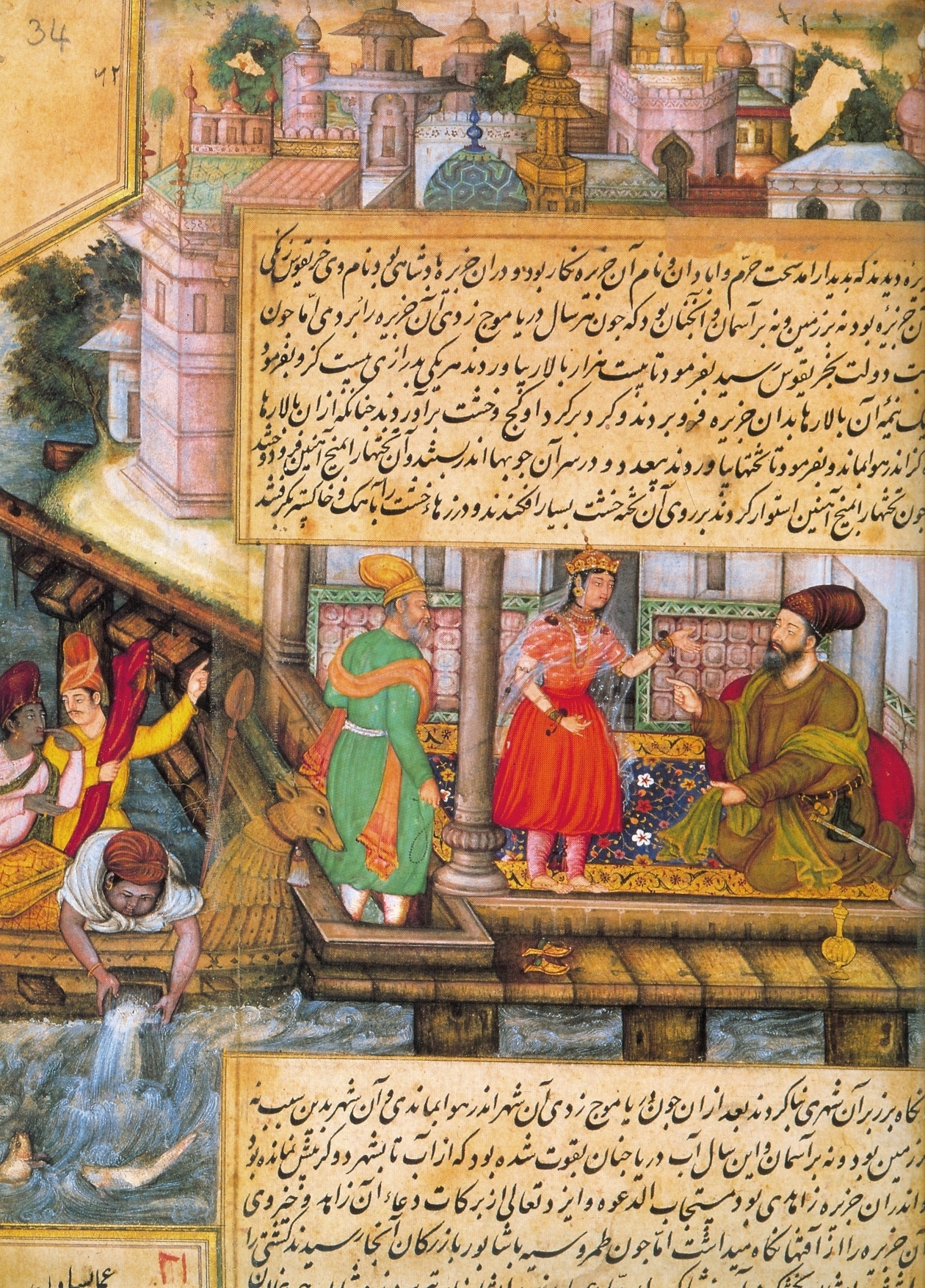
Amarusa e Shapur all'isola Nigar, illustrazione del Darabnama, c. 1585-1590, British Library, Londra.
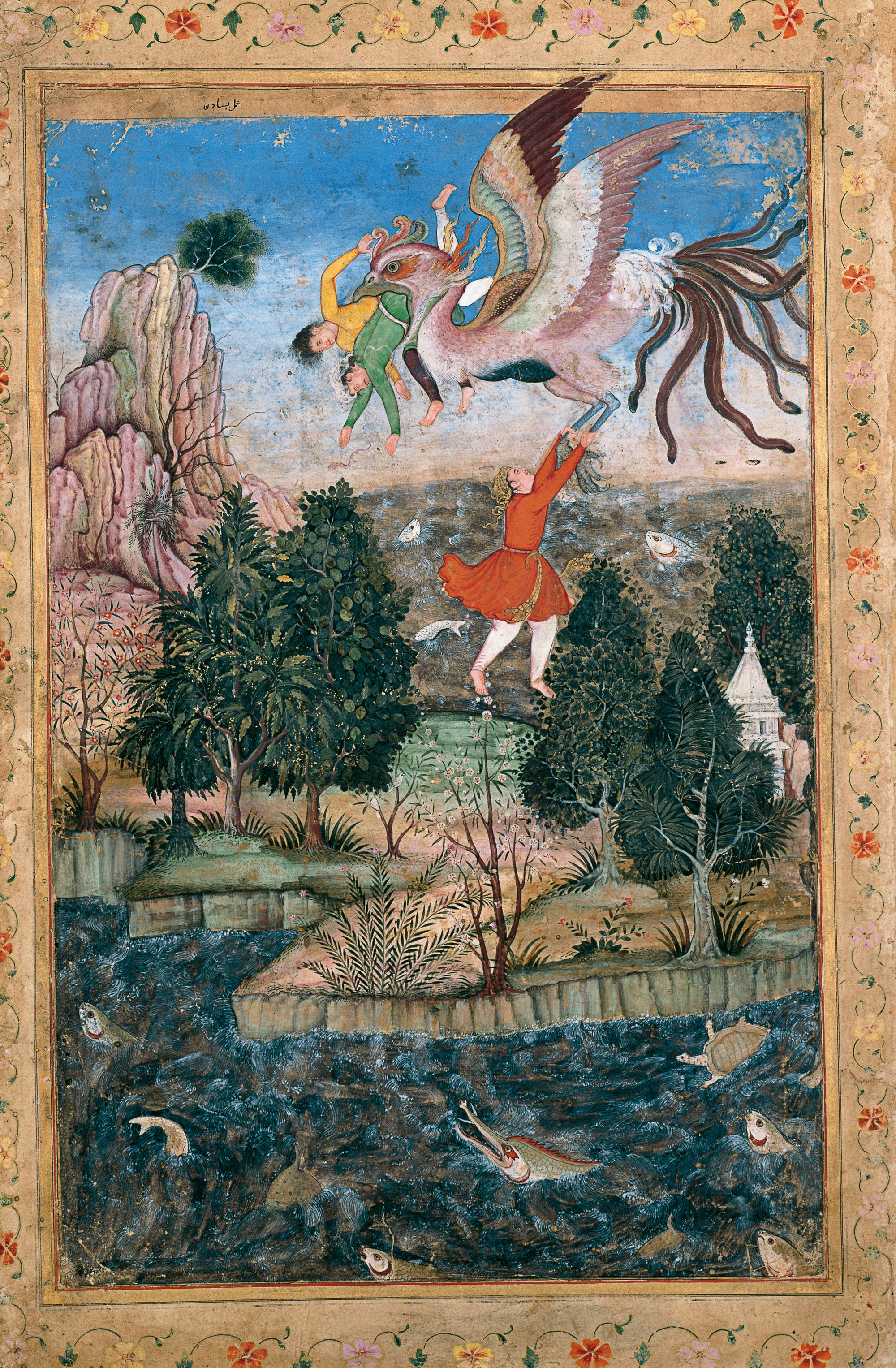
Il volo di Simurgh, c. 1590, collection Sadruddin Aga Khan
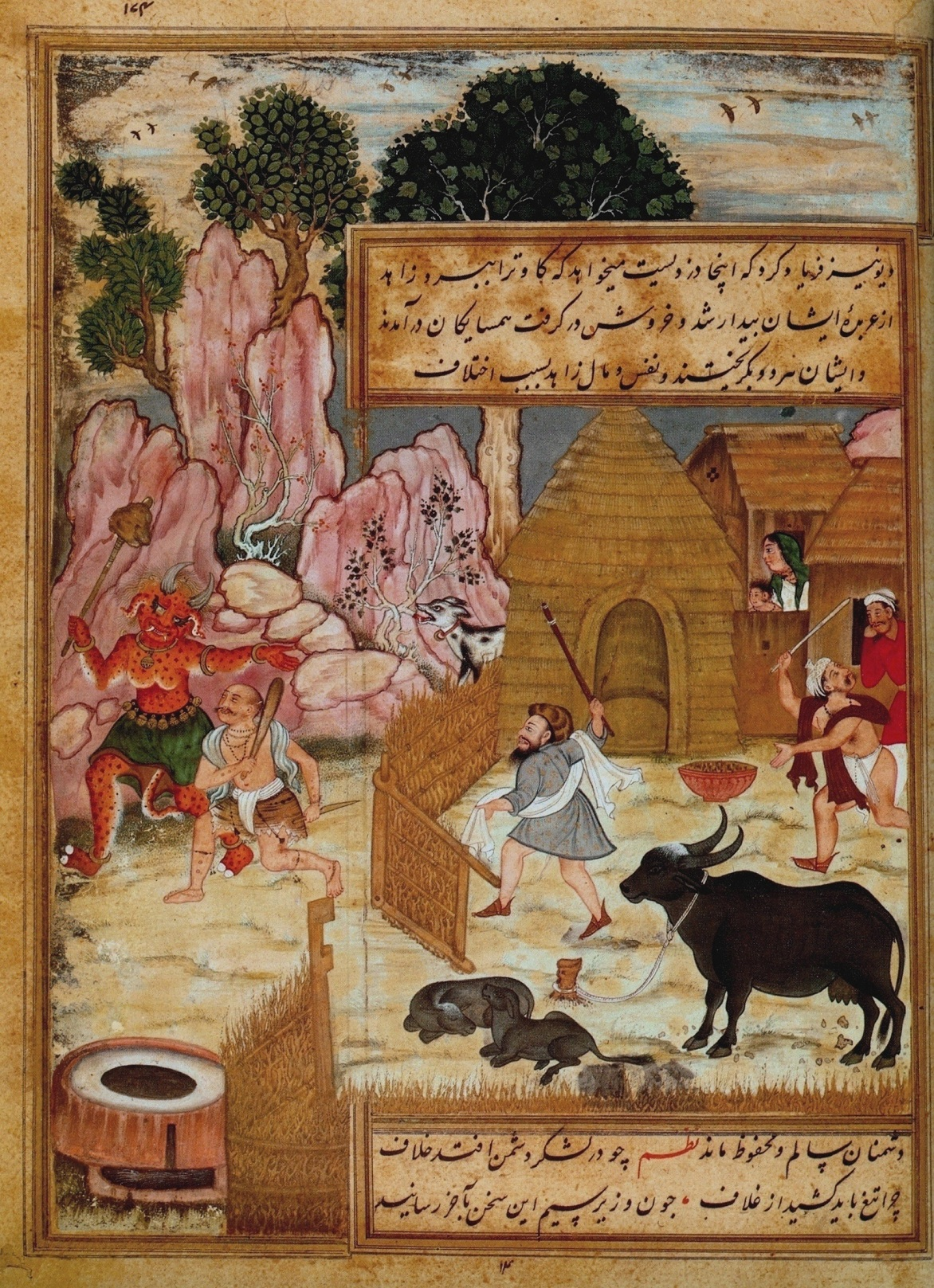
Il ladro, il diavolo e il devoto, illustrazione tratta dall'Anvar-i Suhaili, 1570-1571, Biblioteca della Scuola di studi orientali e africani, Londra.